# Hypocarea duplicata
Hypocarea duplicata är en fjärilsart som beskrevs av Alfred Ernest Wileman 1911. Hypocarea duplicata ingår i släktet Hypocarea och familjen trågspinnare. Inga underarter finns listade i Catalogue of Life.